# ブーメラン (映画)
『ブーメラン』（原題：Boomerang）は、1992年制作のアメリカ合衆国のロマンティック・コメディ映画。エディ・マーフィ主演・兼原案。

## あらすじ
企業家のエロイーズ夫人が買収したある化粧品会社に勤める敏腕の宣伝担当員のマーカスは、自分の新しい上司となったジャクリーンに一目惚れする。
何度もプロポーズ失敗を繰り返した末、ようやく意気投合した2人であったが、社内では再びジャクリーンの態度が冷たくなり、破局する。
そんなマーカスに今度は別の部門で働くアンジェラが接近、いい関係となるが、マーカスは再びジャクリーンに接近してしまい…。

## 登場人物
マーカス
演 - エディ・マーフィ
化粧品会社勤めの宣伝担当員。有能ながらも女たらし。
ジャクリーン
演 - ロビン・ギヴンズ
マーカスの上司。美人で有能な才色兼備。
アンジェラ
演 - ハル・ベリー
マーカスとは別の部門で働いている女性。
ジェラード
演 - デヴィッド・アラン・グリア
マーカスの親友。
タイラー
演 - マーティン・ローレンス
マーカスの親友。
エロイーズ夫人
演 - アーサー・キット
起業家。

## キャスト
| 役名             | 俳優                       | 日本語吹替 | 日本語吹替 |
| 役名             | 俳優                       | ソフト版   | フジテレビ版 |
| ---------------- | -------------------------- | ---------- | --- |
| マーカス         | エディ・マーフィ           | 山寺宏一   | 下條アトム |
| ジャクリーン     | ロビン・ギヴンズ           | 小山茉美   | 小宮和枝 |
| アンジェラ       | ハル・ベリー               | 深見梨加   | 水谷優子 |
| ジェラード       | デヴィッド・アラン・グリア | 牛山茂     | 牛山茂 |
| タイラー         | マーティン・ローレンス     | 小室正幸   | 江原正士 |
| ボニー・T        | クリス・ロック             | 宮本充     | 高木渉 |
| エロイーズ夫人   | アーサー・キット           | 京田尚子   | 沢田敏子 |
| ヘレン           | グレイス・ジョーンズ       | 藤木聖子   | 吉田理保子 |
| その他           |                            |            | 富田耕生 坂本千夏 青野武 片岡富枝 塩田朋子 辻親八 亀井芳子 池本小百合 稲葉実 茶風林 古田信幸 星野充昭 榎本智恵子 中澤やよい |
| 日本語版スタッフ |                            |            | |
| 演出             |                            |            | 伊達康将 |
| 翻訳             |                            | 島伸三     | 山田小夜子 |

- ソフト版：VHS・DVD収録。
- フジテレビ版：初回放送1996年4月27日「ゴールデン洋画劇場」。